# Holy War (álbum de Thy Art Is Murder)
Holy War es el tercer álbum de estudio de deathcore de la banda australiana Thy Art Is Murder. Fue lanzado el 26 de junio de 2015 a través de UNFD y Nuclear Blast. El álbum fue producido y mezclado por Will Putney, y grabado a finales de 2014. Los videoclips fueron lanzados para las canciones "Light Bearer", el 29 de mayo, y "Holy War" el 29 de junio. El álbum tuvo una primera semana con éxito de ventas, alcanzando el puesto #7 en Australia y #82 en Estados Unidos.

## Carátula
Se supo el 24 de abril que originalmente la banda tenía pensada una carátula en la que aparecía la imagen de un niño suicida. Después de que la portada del álbum original fuera presentada a los distribuidores y minoristas, la banda tuvo que cubrir la carátula y elegir una diferente. La carátula original estará dentro del embalaje e impresa en la cubierta de vinilo.
"Aquí está, en toda su magnífica gloria, un niño por cada religión que adoctrinó a los jóvenes y desfavorecidos, y los envió a la guerra y a una muerte sangrienta sin motivos ni razón. Este álbum es para ellos."
- Andy Marsh

## Recepción de la crítica
El álbum recibió críticas positivas de los profesionales. Escribiendo para la revista Rolling Stone Australia, Sally McMullen le dio al álbum cuatro de cinco estrellas y describió el álbum como "el más oscuro y sin embargo técnicamente más complejo en lanzamiento", si bien, acusó a la banda de "alejarse demasiado de sus raíces sonoras." El escritor de Metal Hammer, Jason Hicks dio al álbum la misma puntuación. Escribió que en comparación con lanzamientos anteriores, la banda está "notablemente más centrada y feroz en su ataque", concluyendo que "El resultado final es, sin duda, el mejor lanzamiento de Thy Art Is Murder a la fecha, y que, sin duda consolida su nombre entre las mejores bandas de death metal que hay hoy en día".
La opinión de Bradley Zorgdrager para Exclaim! fue igualmente positiva, tras adjudicarle un 7/10. Escribió que "Holy War encuentra un término medio entre los desgloses alma chupadores de su último lanzamiento y la excéntrica pirotecnia de su primera. Hay más emociones que sólo el odio titular de su pasado, y los solos alza suenan positivamente triunfantes." Sin embargo, criticó algunos aspectos del sonido de la banda, señalando que "Aunque el álbum podría prescindir de los riffs ominosas todo-demasiado cliché más Chugs, llamémosles pasajes desagradables es un pequeño precio a pagar por esta victoria."

## Lista de canciones
| N.º   | Título                                  | Duración |  |
| 1.    | «Absolute Genocide»                     | 4:25     |  |
| 2.    | «Light Bearer»                          | 3:55     |  |
| 3.    | «Holy War»                              | 4:00     |  |
| 4.    | «Coffin Dragger (feat. Winston McCall)» | 2:55     |  |
| 5.    | «Fur and Claw»                          | 4:16     |  |
| 6.    | «Deliver Us to Evil»                    | 3:06     |  |
| 7.    | «Emptiness»                             | 4:03     |  |
| 8.    | «Violent Reckoning»                     | 2:55     |  |
| 9.    | «Child of Sorrow»                       | 3:33     |  |
| 10.   | «Naked and Cold»                        | 5:30     |  |
| 48:09 |                                         |          |  |

| Bonus Tracks (Edición especialmente para Vinilo) |             |          |  |
| N.º                                              | Título      | Duración |  |
| 11.                                              | «Vengeance» | 2:23     |  |

## Créditos
| Músicos - Chris "CJ" McMahon – voz - Andy Marsh – guitarra - Sean Delander – bajo, guitarra - Lee Stanton – batería | Músicos invitados - Winston McCall – voz (Parkway Drive) Producción - Will Putney – producción, ingeniería, mezcla - Randy Leboeuf – ingeniería adicional - Steve Seid – edición - Tom Smith Jr. – edición - Ted Jensen – masterización |